# ليستير ر. ستون جونيور
ليستير ر. ستون جونيور (بالإنجليزية: Lester R. Stone, Jr.)‏ هو عسكري أمريكي، ولد في 4 يونيو 1947 في بينغامتون في الولايات المتحدة، وتوفي في 3 مارس 1969 في فيتنام الجنوبية.